# Старі Полиці
Старі Полиці (рос. Старые Полицы) — присілок у Лузькому районі Ленінградської області Російської Федерації.
Населення становить 20 осіб. Належить до муніципального утворення Серебрянське сільське поселення.

## Історія
Згідно із законом від 28 вересня 2004 року № 65-оз належить до муніципального утворення Серебрянське сільське поселення.

## Населення
| 1838 | 1862 | 1885 | 1997 | 2007 | 2010 |
| ---- | ---- | ---- | ---- | ---- | ---- |
| 179  | ↗258 | ↘192 | ↘15  | ↗23  | ↘20  |